# Yelena Medvédeva
Yelena Medvédeva –en ruso, Елена Медведева– (21 de noviembre de 1965) es una deportista soviética que compitió en remo.
Ganó una medalla de plata en el Campeonato Mundial de Remo de 1991, en la prueba de ocho con timonel. Participó en los Juegos Olímpicos de Barcelona 1992, ocupando el cuarto lugar en la misma prueba.

## Palmarés internacional
| Campeonato Mundial | Campeonato Mundial | Campeonato Mundial | Campeonato Mundial |
| Año                | Lugar              | Medalla            | Prueba             |
| ------------------ | ------------------ | ------------------ | ------------------ |
| 1991               | Viena (Austria)    | Medalla de plata   | Ocho con timonel   |